# Гленн Мартин (мультсериал)
«Гленн Мартин» (англ. Glenn Martin, DDS) — американский-канадско анимационный ситком, созданный Алекс Бергер, Майкл Эйснер и Эрик Фогель, и Транслировался на канале Nick at Nite с 17 августа 2009 года по 7 ноября 2011 года. В России сериал показывали с 2x2.

## Сюжет
Гленн Мартин - примерный семьянин, циничный, как это свойственно всем медикам, и безжалостный стоматолог, отец, муж и любовник (хотя последнее - все реже). Его работа непредсказуема, его дети развиты не по годам, его жена деловая и строгая, его собака обладает странными привычками. Тем не менее, назвать Гленна удачливым человеком можно с трудом. Тогда он решает отправиться всей семьей в путешествие, но оказывается, что это была не самая лучшая его идея.

## В ролях

### Основной состав
- Нилон, Кевин — Гленн Мартин
- О’Хара, Кэтрин — Джеки Мартин
- Олдринг, Питер — Конор Мартин
- Кларк, Джеки — Кортни Мартин
- Грир, Джуди — Венди Парк

### Приглашённые звёзды
- Полито, Джон
- Мэлик, Уэнди
- Стив-О
- Уайт, Бетти
- Ламарр, Фил
- Харрис, Эстель
- Джонсон, Дон
- Майклс, Брет
- Мэндел, Хоуи
- Баррелл, Тай
- Парсонс, Джим
- MC Hammer
- Брукс, Мел
- Айдол, Билли
- Маккарди, Дженнет
- Тисдейл, Эшли
- Дрешер, Фрэн
- Ферги
- Риггл, Роб
- Куоллс, Дональд Джозеф
- Освальт, Пэттон
- Вуд, Элайджа
- Киммел, Джимми
- Такэй, Джордж
- Александер, Джейсон
- Дженни, Эллисон
- Фрейкс, Джонатан
- Корбетт, Джон
- О’Мэлли, Майк
- Белл, Кристен
- Кордри, Роб
- Крэнстон, Брайан
- Сидибе, Габури
- Пейдж, Эллиот

## Эпизоды

### Сезон 1 (2009-2010)
| Эпизоды | английское название          | Русское название | Дата премьеры    |
| ------- | ---------------------------- | ---------------- | ---------------- |
| 1       | Save the Tooth               | неизвестный      | 19 августа 2009  |
| 2       | Amish Angusish               | неизвестный      | 17 августа 2009  |
| 3       | Pimp My RV                   | неизвестный      | 20 августа 2009  |
| 4       | Fatal Direction              | неизвестный      | 28 сентября 2009 |
| 5       | Halloween Hangover           | неизвестный      | 26 октября 2009  |
| 6       | We've Created a Monster      | неизвестный      | 24 августа 2009  |
| 7       | From Here to Fraternity      | неизвестный      | 31 августа 2009  |
| 8       | Korea Opportunities          | неизвестный      | 14 сентября 2009 |
| 9       | The Grossest Show on Earth   | неизвестный      | 18 августа 2009  |
| 10      | A Bromantic Getaway          | неизвестный      | 25 августа 2009  |
| 11      | Miami Spice                  | неизвестный      | 19 октября 2009  |
| 12      | Deck the Malls               | неизвестный      | 29 ноября 2009   |
| 13      | Little Miss Backstabber      | неизвестный      | 12 октября 2009  |
| 14      | Mom Dated That Guy           | неизвестный      | 9 ноября 2009    |
| 15      | Hail to the Teeth            | неизвестный      | 15 февраля 2010  |
| 16      | Roller Derby                 | неизвестный      | 12 апреля 2010   |
| 17      | Jackie of All Trades         | неизвестный      | 7 мая 2010       |
| 18      | Vegas Strip                  | неизвестный      | 8 марта 2010     |
| 19      | Funshine, USA                | неизвестный      | 21 мая 2010      |
| 20      | The Tooth Shall Set You Free | неизвестный      | 25 января 2010   |

### Сезон 2 (2010-2011)
| Эпизоды | английское название                         | Русское название | Дата премьеры    |
| ------- | ------------------------------------------- | ---------------- | ---------------- |
| 21      | Heist                                       | неизвестный      | 7 ноября 2011    |
| 22      | Footlooseball                               | неизвестный      | 2 июля 2010      |
| 23      | Dog Show                                    | Выставка собак   | 18 июня 2010     |
| 24      | Bust 'Em Up                                 | неизвестный      | 11 июня 2010     |
| 25      | Jackie's Get-Witch-Quick Scheme             | неизвестный      | 9 июля 2010      |
| 26      | Tooth Fairy                                 | неизвестный      | 30 июля 2010     |
| 27      | Camp                                        | лагерь           | 23 декабря 2010  |
| 28      | Camp                                        | лагерь           | 23 декабря 2010  |
| 29      | Fashion Show                                | показ мод        | 10 сентября 2010 |
| 30      | Step-Brother                                | неизвестный      | 17 сентября 2010 |
| 31      | GlennHog Day                                | неизвестный      | 4 февраля 2011   |
| 32      | Life Swap                                   | неизвестный      | 15 октября 2010  |
| 33      | Courtney's Pony                             | неизвестный      | 20 декабря 2010  |
| 34      | Volunteers                                  | неизвестный      | 22 декабря 2010  |
| 35      | A Very Martin Christmas                     | неизвестный      | 3 декабря 2010   |
| 36      | Glenn and the Art of Motorcycle Maintenance | неизвестный      | 18 февраля 2011  |
| 37      | Dad News Bears                              | неизвестный      | 21 декабря 2010  |
| 38      | Windfall                                    | неизвестный      | 8 мая 2011       |
| 39      | Videogame Wizard                            | неизвестный      | 8 августа 2011   |
| 40      | Date With Destiny                           | неизвестный      | 22 августа 2011  |